# Nice-traktaten
Nice-traktaten er en traktat vedtaget i Nice af Ministerrådet til at erstatte de tre tidligere eksisterende traktater:
- Maastricht-traktaten, der blandt andet indeholdt startskuddet til Euroen og tre-søjle-strukturen i EU.
- Rom-traktaten, der lå til grund for EF og Det Europæiske Atomenergifællesskab
- Paris-traktaten, der lå til grund for Kul- og Stålunionen

Traktaten trådte i kraft den 1. februar 2003.
Traktatens primære formål var at ændre den institutionelle struktur i EU for at forberede sig på den forestående udvidelse af EU. Amsterdam-traktaten skulle have forberedt denne opgave, men mange fandt, at denne ikke i tilstrækkelig grad havde forberedt EU-samarbejdet til dette.
Mange lande var kritiske overfor Nice-traktaten:
- Tyskland fandt, at størrelsen af landets befolkning ikke var blevet tilstrækkelig tilgodeset ved stemmevægten (Tyskland fik 29 stemmer med en befolkning på 82 millioner, samme antal stemmer som Det Forenede Kongerige, Frankrig og Italien, alle med under 60 millioner indbyggere. Frankrig insisterede på opretholdelse af den symbolske ligevægt mellem de fire lande.
- Systemet med dobbelt flertal, der krævede både flertal i antallet af lande og andel af befolkningen, blev kritiseret af Frankrig, men et kompromis blev opnået, der fastholdt princippet om dobbelt flertal.

Traktaten udvidede antallet af parlamentspladser efter EU-udvidelsen til 732, hvilket var større end loftet i Amsterdam-traktaten. Spørgsmålet om at reducere antallet af kommissærer var genstand for megen diskussion, men traktaten endte med at specificere, at antallet af kommissærer skulle mindskes til under 25, når der kom 25 medlemslande.
Traktaten gav mulighed for at oprette underordnede domstole under EF-Domstolen til at varetage specifikke lovgivningsområder, såsom patentlovgivning.
Nice-traktaten skabte ny lovgivning om tættere samarbejde, da mange fandt, at lovgivningen vedtaget herom i Amsterdam-traktaten var ubrugelig. Lovgivningen fra Amsterdam-traktaten blev derfor aldrig anvendt i praksis.
Da man i forbindelse med valget i Østrig, der resulterede i Jörg Haiders FPÖ regeringsdeltagelse, ikke havde været i stand til at samle resten af EU om sanktioner, og man frygtede, at lignende situationer kunne opstå i fremtiden, indeholdt Nice-traktaten som den første traktat formelle bestemmelser om, hvordan man kunne indlede sanktioner mod et EU-medlemsland.
Traktaten indeholdt også bestemmelser om de finansielle konsekvenser af Kul- og Stålunionens nedlæggelse.
Europa-Kommissionen og Europa-parlamentet var utilfredse med, at Nice-traktaten ikke vedtog mange af deres respektive forslag til at reformere den institutionelle struktur i EU. Europa-parlamentet truede derfor med at vedtage en resolution mod traktaten. Europa-parlamentet er ikke i besiddelse af en formel vetoret i spørgsmål om nye EU-traktater, men Italien havde erklæret, at landet ikke ville ratificere uden Parlamentets opbakning. Europa-parlamentet endte dog med ikke at vedtage en mod-resolution.
Tre-søjle-strukturen, der stammer fra Maastricht-traktaten, blev opretholdt i Nice-traktaten. Mange kritikere fandt imidlertid, at tre-søjle-strukturen var alt for kompliceret, og at de eksisterende traktater skulle sammensmeltes. Derudover var EU i virkeligheden stadig tre organisationer, da både EF og Kul- og Stålunionen på forhandlingstidspunktet stadig eksisterede. Mange fandt, at dette var med til at mindske sammenhængskraften i EU. Endelig mente især Tyskland (men også Danmark), at der manglede klare distinktioner mellem hvilke områder, der falder under EU, og hvilke, der hører under medlemsstaterne.
Endelig indeholder Nice-traktaten ikke en indarbejdelse af EU's Charter om Grundlæggende Rettigheder, idet Det Forenede Kongerige var modstandere af indarbejdelsen. Dette er en del af EU's forfatningstraktat, der dog næppe bliver vedtaget i sin nuværende form.
Alt i alt fandt de fleste lande (eller de fleste landes regeringer), at Nice-traktaten var et fremskridt i forhold til Amsterdam-traktaten i forhold til, hvor godt, man var i stand til at få EU til at fungere efter udvidelsen. Men de fleste regeringer fandt dog samtidig, at resultatet opnået ikke var godt nok til at få et udvidet EU til at fungere. Dette var en del af grundlaget for at man få år senere begyndte diskussionen om Forfatningstraktaten.

## Tidslinje
| Underskrevet Ikrafttrædelse Dokument | 1948 Bruxelles-traktaten                      | 1951 1952 Paris-traktaten      | 1954 1955 Ændrede Bruxellestraktat           | 1957 1958 Rom-traktaterne                    | 1965 1967 Fusionstraktaten                   | 1975 - Rådsmødekonklusioner                  | 1985 Schengen-traktaten                      | 1986 1987 EF-pakken                          | 1992 1993 Maastricht-traktaten               | 1992 1993 Maastricht-traktaten | 1997 1999 Amsterdam-traktaten | 2001 2003 Nice-traktaten  | 2007 2009 Lissabon-traktaten | 2007 2009 Lissabon-traktaten |  |
|                                      |                                               |                                |                                              |                                              |                                              |                                              |                                              |                                              |                                              |                                |                               |                           |                              |                              |  |
| Den Europæiske Unions tre søjler:    |                                               |                                |                                              |                                              |                                              |                                              |                                              |                                              |                                              |                                |                               |                           |                              |                              |  |
| Europæiske Fællesskaber:             |                                               |                                |                                              |                                              |                                              |                                              |                                              |                                              |                                              |                                |                               |                           |                              |                              |  |
|                                      | Det Europæiske Atomenergifællesskab (EURATOM) |                                |                                              |                                              |                                              |                                              |                                              |                                              |                                              |                                |                               |                           |                              |                              |  |
|                                      |                                               |                                | Det Europæiske Kul- og Stålfællesskab (EKSF) | Det Europæiske Kul- og Stålfællesskab (EKSF) | Det Europæiske Kul- og Stålfællesskab (EKSF) | Det Europæiske Kul- og Stålfællesskab (EKSF) | Traktaten ophørte i 2002                     | Traktaten ophørte i 2002                     | Traktaten ophørte i 2002                     |                                | Den Europæiske Union (EU)     | Den Europæiske Union (EU) |                              |                              |  |
|                                      |                                               |                                | Det Europæiske Økonomiske Fællesskab (EØF)   |                                              |                                              |                                              |                                              |                                              |                                              |                                | Den Europæiske Union (EU)     | Den Europæiske Union (EU) |                              |                              |  |
|                                      |                                               |                                |                                              | Schengen-samarbejdet                         |                                              |                                              | Det Europæiske Fællesskab (EF)               | Det Europæiske Fællesskab (EF)               |                                              |                                | Den Europæiske Union (EU)     | Den Europæiske Union (EU) |                              |                              |  |
|                                      |                                               | TREVI                          | TREVI                                        | TREVI                                        | Retlige og indre anliggender (RIA)           |                                              | Det Europæiske Fællesskab (EF)               | Det Europæiske Fællesskab (EF)               |                                              |                                | Den Europæiske Union (EU)     | Den Europæiske Union (EU) |                              |                              |  |
|                                      | Politi- og strafferetligt samarbejde (PSS)    | TREVI                          | TREVI                                        | TREVI                                        | Retlige og indre anliggender (RIA)           |                                              |                                              |                                              |                                              |                                | Den Europæiske Union (EU)     | Den Europæiske Union (EU) |                              |                              |  |
|                                      |                                               |                                |                                              |                                              | Europæiske Politiske Samarbejde (EPS)        | Fælles udenrigs- og sikkerhedspolitik (FUSP) | Fælles udenrigs- og sikkerhedspolitik (FUSP) | Fælles udenrigs- og sikkerhedspolitik (FUSP) | Fælles udenrigs- og sikkerhedspolitik (FUSP) |                                | Den Europæiske Union (EU)     | Den Europæiske Union (EU) |                              |                              |  |
| Vestunionen (WU)                     | Vestunionen (WU)                              | Den Vesteuropæiske Union (WEU) | Den Vesteuropæiske Union (WEU)               | Den Vesteuropæiske Union (WEU)               | Den Vesteuropæiske Union (WEU)               | Den Vesteuropæiske Union (WEU)               | Den Vesteuropæiske Union (WEU)               |                                              |                                              |                                |                               | Den Europæiske Union (EU) |                              |                              |  |
| Vestunionen (WU)                     | Vestunionen (WU)                              | Den Vesteuropæiske Union (WEU) | Den Vesteuropæiske Union (WEU)               | Den Vesteuropæiske Union (WEU)               | Den Vesteuropæiske Union (WEU)               | Den Vesteuropæiske Union (WEU)               | Den Vesteuropæiske Union (WEU)               | Traktaten ophørte i 2011                     |                                              |                                |                               |                           |                              |                              |  |
|                                      |                                               |                                |                                              |                                              |                                              |                                              |                                              |                                              |                                              |                                |                               | v d r                     |                              |                              |  |